# نصفيات الأجنحة
نصفية الأجنحة أو البق أو هيتيروبترا أو الحشرات غير متجانسة الأجنحة أو هميبترا (الاسم العلمي: Hemiptera) هي رتبة من الحشرات تضم حوالي 50,000–80,000 نوعًا من الزيز، والمن، والفلقورينات، وقافزات الأوراق، والبق المدرع، وآخرين. وتتراوح في الحجم من 1 مليمتر (0.04 بوصة) إلى حوالي 15 سنتيمتر (6 إنش)، وتشترك في ترتيب مشتَرك لأجزاء الفم الماص.

## الخصائص
السمة المميزة لنصفيات الأجنحة هي امتلاكها لأجزاء الفم حيث تطور الفك السفلي والفك العلوي ليصبح خرطوما، مُغمدة داخل شِفَّة المُعدلة لتُشكل «منقارًا» أو «خطم» التي تستطيع اختراق الأنسجة (عادةً الأنسجة النباتية)، وتمص السوائل خارجًا — عادةً السائل المتنقل في خلايا الخشب.
وتكون الأجنحة الأمامية نصفيات الأجنحة إما غشائي تمامًا كما في نصفيات الجناح التي تتضمنها متشابهات الأجنحة، ورتيبة من نصفيات الجناح، أو صلبة جزئيًا كما في معظم متغايرات الأجنحة. يأتي اسم «نصفيات الأجنحة (Hemiptera)» من اللغة اليونانية ἡμι- (hemi; «نصف») وπτερόν (pteron; «جناح»)، تشير إلى الأجنحة الأمامية للعديد من متغيرات الأجنحة الذي يصبح صلبًا بالقرب من القاعدة، ولكنه يصبح غشائيًا في النهايات. وتُسمى الأجنحة المُعدلة على هذا الشكل hemelytra (مفرد: hemelytron)، قياسًا على تصلُب الجناح الأمامي الصلب المعدل التام للخنفساء، ويحدث فقط في رتيبة متغايرات الأجنحة. قد تغطي الأجنحة الأمامية "roofwise" الجسد (نموذج من رتيبة نصفيات الجناح التي تتضمنها متشابهات الأجنحة ورتيبة من نصفيات الجناح أو تحوي بطحاء على الظهر، مع نهايات متداخلة (نموذج من متغايرات الأجنحة). في جميع الرتيبات تكون الأجنحة الخلفية - إذا كانت موجودة على الإطلاق - غشائية تمامًا وعادةً أقصر من الأجنحة الخلفية.
يكون قرن الاستشعار عند الحشرة في نصفيات الجناح عادةً خمسة أجزاء، على الرغم من أنها يمكن أن تكون لا تزال طويلةً جدًا، ويكون رسغ الساقين ثلاثة أجزاء أو أقصر.
على الرغم من أن نصفيات الجناح تختلف اختلافًا كبيرًا في شكلها العام؛ فإن أجزاء فمها (المكونة في «الخطم») مُميَزة تمامًا؛ الرتيبات الوحيدة بأجزاء فم مُعدَّلة بهذا الشكل هي حشرات صغيرة ونحيلة مع أجنحة مهدبة (Thysanoptera) وبعض حشرات بدون أجنحة (Phthiraptera)، وبصفة عامة فإنه يمكن التعرف عليها بسهولة كغير نصفيات جناح لأسبابٍ أخرى. وبصرف النظر عن أجزاء الفم، فإنه يمكن الخلط بين حشرات مختلفة ونصفيات الأجنحة، بما في ذلك الصرصور، وبسوكوبتيرا (Psocoptera)، وكلاهما لديه عدة أجزاء من قرون استشعار طويلة، وبعض الخنافس، ولكن هذه لديها أجنحة أمامية صلبة تمامًا ولا تتداخل.

## التصنيف
وُضعت الأعضاء الحالية من رتبة نصفيات الجناح تاريخيًا في رتبتين هوموبترا (Homoptera) ومتغايرات الجناح/نصفيات الجناح، اعتمادًا على الاختلافات في بنية الجناح وموضع الخطم. ثم جمعت السُلطات بين هاتين الرُتبتين في رُتبةِ نصفيات الجناح، وصُنِف هوموبترا ومتغايرات الجناح كرتيبة. تُقسَّم الرتبة في الوقت الحاضر غالبًا إلى أربع رتيبات أو أكثر، بعد إثبات أن العائلات المجموعة معًا «كهوموبترا» ليست على صلة وثيقة كما كان متصورًا من قبل (انظر سمة من سمات بعض الكائنات الحية (paraphyly)). تحتوي رتيبة من نصفيات الجناح زيز الحصاد، ونطاط الأوراق (leafhopper)، ونطاط الأشجار (treehopper)، ونطاط النبات (planthopper)، ونطاط الضفدع (froghopper). الأنواع البالغة 12,500 في رتيبة رتيبة نصفيات الجناح التي تتضمنها متشابهات الأجنحة هم: المن، والذباب الأبيض، والحشرات القشرية تحتوي رتيبة عائلة من البق الحقيقي (تضم عائلة بق حقيقي واحدة) أقل من 30 نوعًا من بق جوندوانا الموزع، وتُجمع في بعض الأحيان مع متغايرات الأجنحة (لتكون رتيبة رتيبة من نصفيات الجناح (Prosorrhyncha)). متغايرات الجناح نفسها هي مجموعة من 25,000 نوع من البق الكبير نسبيًا، بما في ذلك بق الدرع، وبق البذور، والبق القاتل، وبق الزهور، وبق البطاطا الحلوة وبق المياه (انظر بالأسفل).
وما يقرب أكثر من نصفيات الجناح هم التربس والقمل، الذين يشكلون مجتمعين «تجمُّع هيمبترويد» في الفئة الفرعية لرتبة أعلى من حشرات خارجية الأجنحة (Exopterygota)من فئة الحشرة.
يرجع السجل الحفري لنصفيات الجناح إلى العصر البرمي المبكر. ظهرت هوموبتيرانس (Homopterans) أولاً، مع ظهور متغايرات الجناح أولاً في العصر الترياسي.
- عنقيات الخرطوم
  - دون رتبة زيزيات الشكل
    - فوق فصيلة قافزات الأوراق وأشباهها
      - قافزات الأوراق
        - التيفلاوات
          - الإمبواسكاوية
            - الإمبواسكة

    - فوق فصيلة الزيزيات
    - فوق فصيلة المزبديات

  - دون رتبة فلقوريات الشكل
    - فوق فصيلة الفلقورينات

## دورة الحياة والبيئة
تُعد نصفيات الجناح متحولة غير مكتملة، مما يعني أنها لا تخضع إلى التحول بين مرحلة اليرقة ومرحلة البلوغ. بدلًا من ذلك، يُطلق على صغارها حوريات، وتشبه الكبار إلي حد كبير، ينطوي التحول الأخير على أكثر من مجرد تطوير أجنحة الوظيفية (إذا كانت موجودة على الإطلاق)، وتعمل الأعضاء الجنسية، مع عدم تدَخُّل طور العذراء كما في حشرات كاملة الانسلاخ. نصفيات الجناح هي أكبر رُتبة حشرات كاملة الانسلاخ؛ الرُتبات مع أنواعٍ أكثر لديها جميعًا طور العذراء (قشريات الجناح، ومغمدات الأجنحة، وذات الجناحين، وغشائية الأجنحة).
العديد من المن بكرية التوالد خلال جزء من دورة الحياة، مثل أن الإناث يمكن أن تنتج بويضة غير مخصبة، والتي هي استنساخ من أنفسهم.

تزاوج 

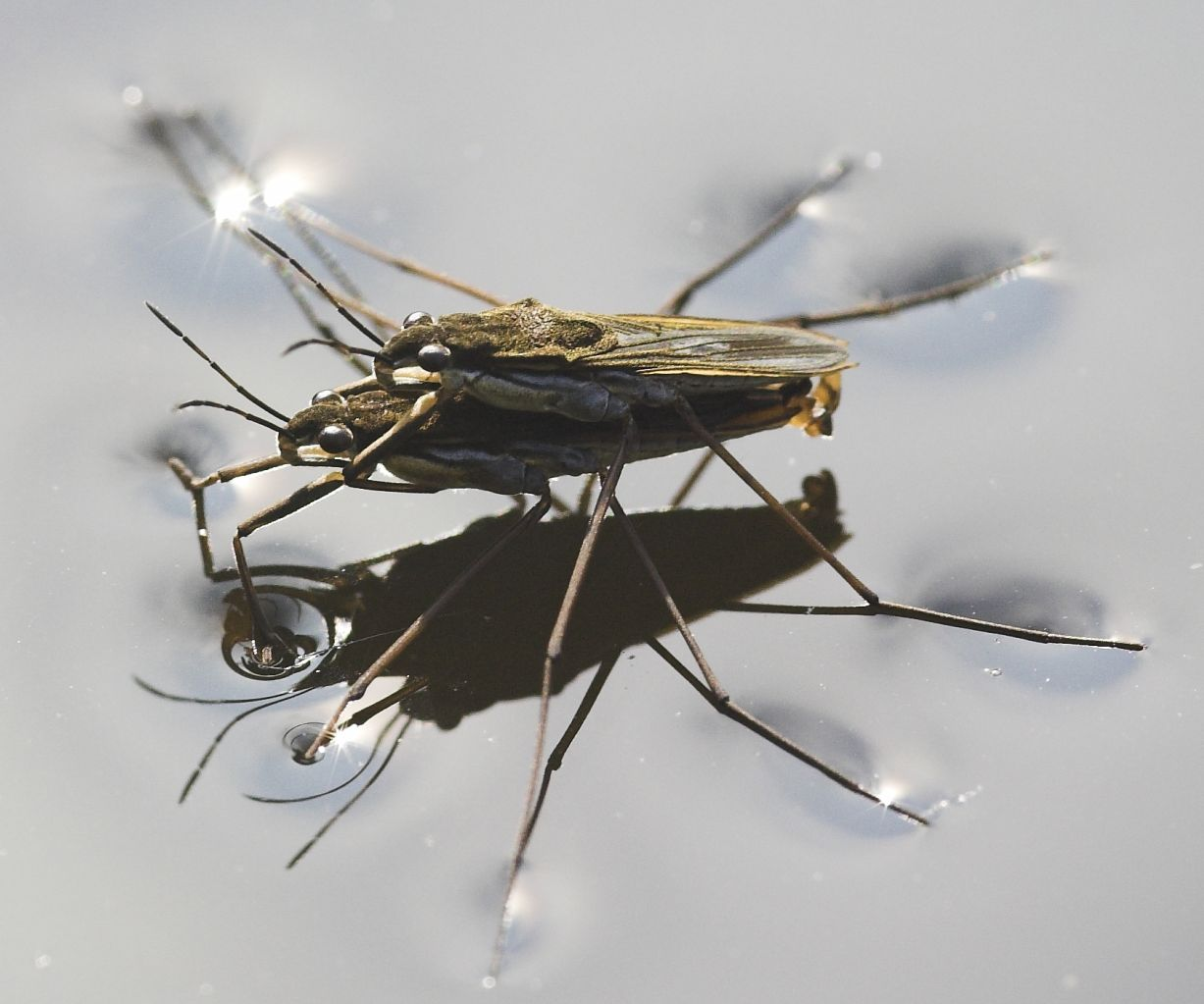
عائلة من البق الحقيقي البق المائي

معظم نصفيات الجناح نباتية تتغذى على السائل المتنقل في خلايا الخشب مثل المن، والحشرات القشرية، وزيز الحصاد ومعظم ما تبقى مفترس؛ تتغذى على الحشرات الأخرى، أو حتى الفقاريات الصغيرة. ومع ذلك، هناك عدد قليل هي طفيليات تتغذى على الدم من الحيوانات الكبيرة. وتشمل هذه بق الفراش، وبق التقبيل القاتل من عائلة الرضوفيات، التي يمكنها من المحتمل نقل عدوى مثقبية مميتة.
العديد من عائلات نصفيات الجناح بق مائي، وتتكيف مع نمط الحياة المائية مثل ملاح المياه وعقارب الماء. فهي في الغالب مفترسة، وتتكيف ساقيها كمجداف ليساعد الحيوان في الحركة عن طريق الماء. يرتبط «بوندسكاتيرس (pondskaters)» أو «سترايدر الماء» لعائلة من عائلات البق الحقيقي بالماء، ولكن تستخدم التوتر السطحي للمياه الراكدة لإبقائهم على السطح؛ وتشمل جنس هالوباتيس (Halobates) وهي مجموعة الحشرات الوحيدة لتكون حقًا بحرية.

## الأهمية الاقتصادية
العديد من أنواع نصفيات الجناح هي آفات المحاصيل والحدائق، بما في ذلك العديد من أنواع المن ومُختلَف الحشرات القشرية، المتضمنة الحشرة القشرية المتغذية على النباتات الخشبية، الآفة التي تسبب إصابتها بالحمضيات المحاصيل الأمريكية واحدةً من برامج المكافحة البيولوجية للآفات، عندما أتت الخنفساء الأسترالية نوع من الخنفساء الدعسوقة (Rodolia cardinalis) كعدو طبيعي للحشرة القشرية.
وعلى العكس، بعض نصفيات الجناح المفترسة هي نفسها عوامل مكافحة الآفات البيولوجية، مثل مختَلَف نابيدا (Nabidae)، وحتى بعض أعضاء من عائلات نباتية في المقام الأول مثل جنس جوكريس (Geocoris) في فصيلة ليجايدا (Lygaeidae). لدي نصفيات الجناح الأخرى استخدامات إيجابية، مثل إنتاج صبغات أحمر قان وقرمزية، أو صمغ اللك.

## اقرأ أيضا
- زيزان دورية اعجوبة